# Mometa anthophthora
Mometa anthophthora är en fjärilsart som beskrevs av Edward Meyrick 1937. Mometa anthophthora ingår i släktet Mometa och familjen stävmalar. Inga underarter finns listade i Catalogue of Life.